# Sjatili
Sjatili (Georgisch: შატილი) is een versterkt dorp in het noorden van Georgië met 22 inwoners (2014), gelegen in de gemeente Doesjeti van de regio Mtscheta-Mtianeti. De nederzetting ligt diep in de Grote Kaukasus in de historische streek Chevsoeretië, aan de Europese kant van de Kaukasische waterscheiding. De Georgisch-Tsjetsjeense grens is drie kilometer verwijderd, terwijl Tbilisi ruim honderd kilometer naar het zuiden ligt. Sjatili staat op de voorlopige lijst van het UNESCO werelderfgoed.

## Beschrijving
Sjatili bestaat uit ongeveer zestig versterkte torens, die zowel als woonruimte en fortificatie dienden. De oudste torens dateren uit de middeleeuwen, maar er ook toren zijn uit de vroegmoderne tijd. De torens zijn opgetrokken uit steen met mortel en hebben platte daken die Sjatili een goed verdedigbare terrassenstructuur geven. De meeste torens bestaan uit vier of vijf verdiepingen, waarvan de bovenste de leefruimte was.
Sjatili ligt ruim 1400 meter boven zeeniveau in het Argoendal vlak bij de Tsjetsjeense grens. Tegenwoordig wonen de inwoners van Sjatili in nieuwe bebouwing naast de oude vesting. Twee torens worden gebruikt als hotel voor toeristen en de rest staat leeg. De fortificatie kent bijna 100 geregistreerde monumenten van cultureel erfgoed.

## Geschiedenis

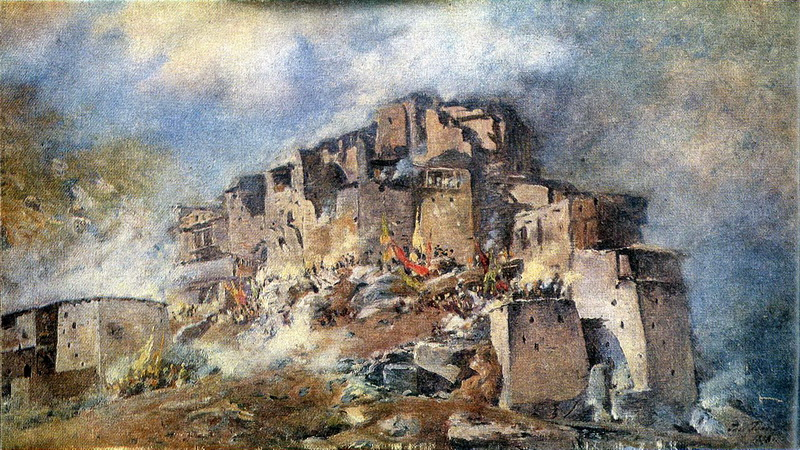
'Sjatili wordt aangevallen'. Een schilderij van Gigo Gabasjvili.

De Chevsoeren zijn nooit onderworpen geweest aan een feodaal systeem omdat het hun taak was de noordgrens van Georgië te verdedigen en de Georgische koningen in oorlogen te steunen. Deze taak was niet overbodig want Chevsoeretië was in de loop van de geschiedenis vaak binnengevallen door vijandelijke volken vanuit het noorden, zoals Tsjetsjenen, Lezgiërs, Avaren en Russen. Dit verklaart ook de vele fortificaties en verdedigingstorens in het gebied. Sjatili is hier ook een voorbeeld van. Het werd in de 10e of 11e eeuw na Christus gesticht.
In 1812 streed kroonprins Alexander van Georgië in Kacheti, Psjavi en Chevsoeretië tegen het Russische keizerrijk, waarin hij uiteindelijk verslagen werd. Een leger van 2.500 Russische troepen omsingelden Sjatili en namen het na een harde strijd in. Als gevolg hiervan werd Sjatili afgebrand door het Russische leger. Het dorp is daarna weer herbouwd.

### Avaarse aanval
In 1843 voerde een leger bestaande uit ongeveer vijfduizend Avaren een verrassingsaanval uit op Sjatili. Zij stonden onder leiding van Achverdi Mahoma, een 'naib' (generaal) van Imam Sjamil die bekendstond als een getalenteerd militair leider. Op het moment van de aanval waren er circa 60 bewoners in Sjatili aanwezig die het dorp drie dagen lang verdedigden. Hierbij vonden 100 Avaarse strijders de dood, waaronder Achverdi Mahoma, waarna het Avaarse leger zich terugtrok. In 1849 stuurde de Russische onderkoning voor de Kaukasus Michail Vorontsov een gedenksteen met Russische en Georgische inscripties naar de inwoners van Sjatili voor de overwinning in deze strijd. Deze steen is bevestigd aan de Sjatilitoren.
Tijdens de aanval in 1843 vond een opmerkelijk voorval plaats dat nog steeds in een van de torens van Sjatili staat gegraveerd:
In het heetst van de strijd vloog een afgeketste kogel, afgevuurd door de vijand, door een vensteropening in de kamer van een toren en raakte een baby in een wieg. De moeder van de baby ontdekte het bloed op het kindje, dekte de wieg af met een deken en ging verder met het aangeven van munitie aan haar man. Toen het gevecht eindigde zei de echtgenoot: "De baby slaapt al erg lang... Maak hem wakker!" Waarop de vrouw bedroefd antwoordde:"De arme kleine zal nooit meer wakker worden" en het deken van de wieg verwijderde. De vrouw had de dood van de baby voor haar man verborgen gehouden om hem niet van streek te maken, zodat hij op de vijand kon blijven schieten zonder te missen.

### Ontvolking
Sinds 1950 heeft Sjatili te lijden van ontvolking, net als veel andere afgelegen berggemeenschappen. In 1898 telde het dorp nog vijftig huishoudens bestaande uit 524 personen. In 2012 waren er nog maar vijftien gezinnen waarvan er maar acht er permanent woonden. Bij de volkstelling van najaar 2014 werden 22 inwoners geteld. In 1951 moesten dertig gezinnen gedwongen hun huizen verlaten van de Sovjetautoriteiten, die hun cultuur en gebruiken als potentieel gevaarlijk beschouwden. Ze werden verhuisd naar plaatsen zoals Achmeta, Gardabani en Dedoplistskaro. Tijdens de glasnost in de jaren tachtig van de 20e eeuw keerden twintig van deze families weer terug naar hun geboorteplaats. In de jaren zestig was Sjatili meerdere keren decor voor Georgische films over de geschiedenis van de Chevsoeren. Sinds oktober 2007 staat Sjatili op de voorlopige lijst van het UNESCO werelderfgoed.

## Grensdispuut met Rusland

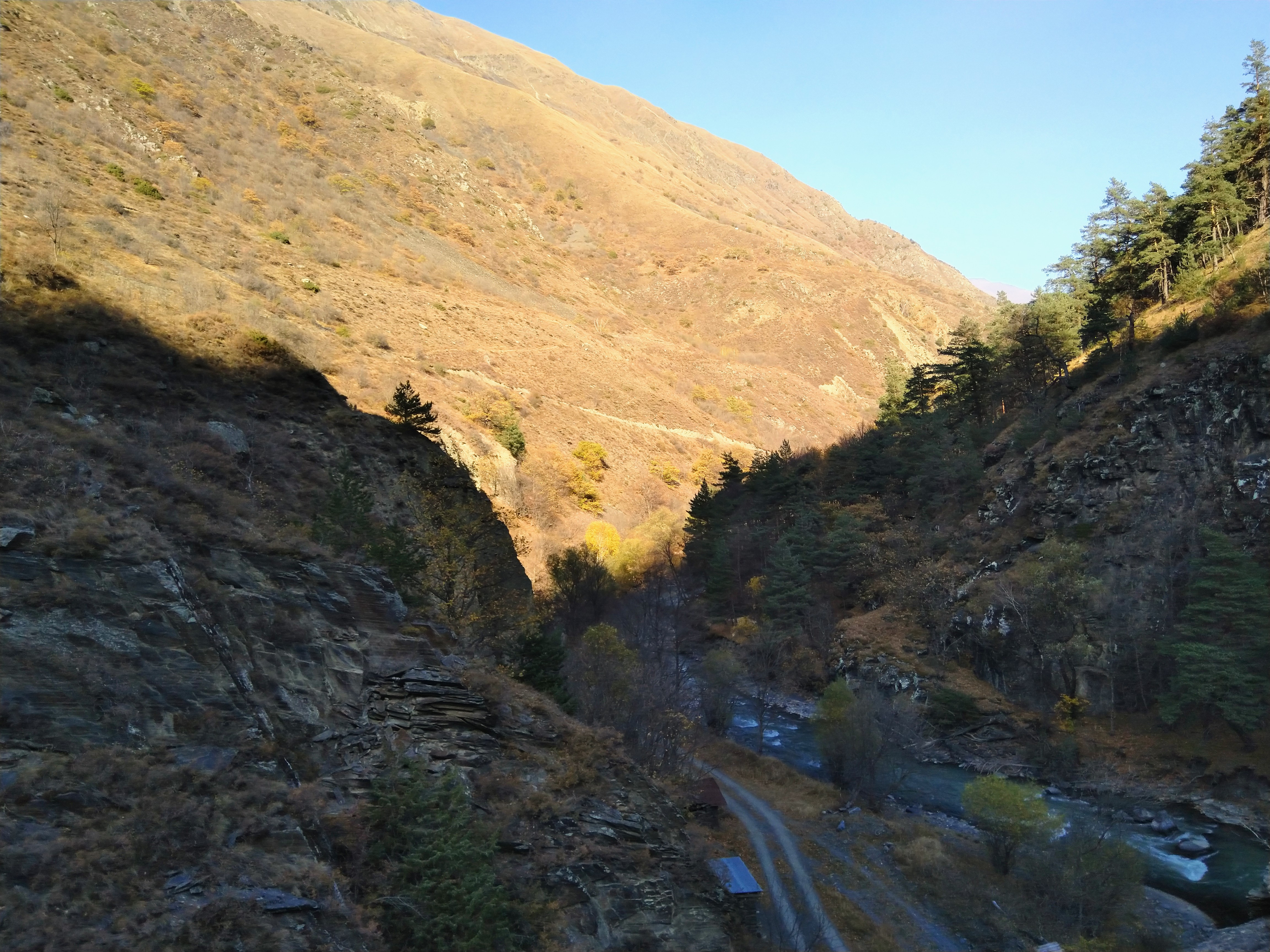
Anatori: locatie van de Georgische grenspost met Argoen naar Tsjetsjenië

Op 14 februari 2000 bezetten vijftig zwaarbewapende Russische grenstroepen in een flitsactie de Georgische nederzetting Pitsjvni, dat ongeveer zes kilometer ten noordoosten van Sjatili in de Argoenkloof ligt. In deze nederzetting was een Georgische grenspost gepositioneerd, waaruit de Georgiërs zich gedwongen zagen terug te trekken. Het incident werd maandenlang in Georgië verzwegen vanwege verkiezingen en de angst de spanningen met Rusland te verhogen.
De Georgische bewoners werden lastiggevallen door de Russische troepen waardoor ze gedwongen werden te vertrekken. De OVSE, die sinds 1999 een grensbewakingsmissie langs de Georgisch-Tsjetsjeense grens had met een post in Sjatili (zie Omalo), reageerde niet omdat de Georgische regering geen klacht indiende. Russische media berichtten dat het dorp in juli 2000 afgebrand werd met de verklaring "het probleem bestaat niet meer omdat het dorp is verdwenen".
Het gebied was sinds mei 1999 onderwerp van gesprek tussen Rusland en Georgië over grensdemarcatie, waarbij beide partijen een protocol tekenden waarmee de grens zuidelijker getrokken werd en Pitsjvni in Rusland zou komen te liggen. Het protocol was nog niet definitief toen in september 1999 de Tweede Tsjetsjeense Oorlog begon en Tsjetsjenen op de vlucht sloegen naar onder andere de Georgische Pankisivallei. Ze trokken daarbij langs de Argoenrivier richting Sjatili om net voorbij de grens de Andakirivier te volgen naar Moetso en verder richting Pankisi. Rusland beschuldigde Georgië ervan Tsjetsjeense militanten en terroristen onderdak te bieden en wilde zo een belangrijke ontsnappingsroute afsluiten. De Russische grenspost kwam uiteindelijk op minder dan een kilometer van Anatori en de samenvloeiing van de Argoen en Andaki. 
De Georgiërs bouwden bij Anatori een nieuwe grenspost, wat de status quo situatie is geworden. Georgië verloor hiermee de controle over circa 10 km², tussen de Alako kloof en Anatori. Rusland claimde dat op een Sovjetkaart uit 1972 Pitsjvni aan de Russische kant van de grens lag, terwijl de Georgische regering een kaart uit 1928 aanhaalde en andere documentatie die het tegendeel moest bewijzen. Georgische boeren uit de omgeving hadden in Pitsjvni seizoensaccommodatie waar ze generatie op generatie gebruik van maakten die ze kwijtraakten. 

## Demografie

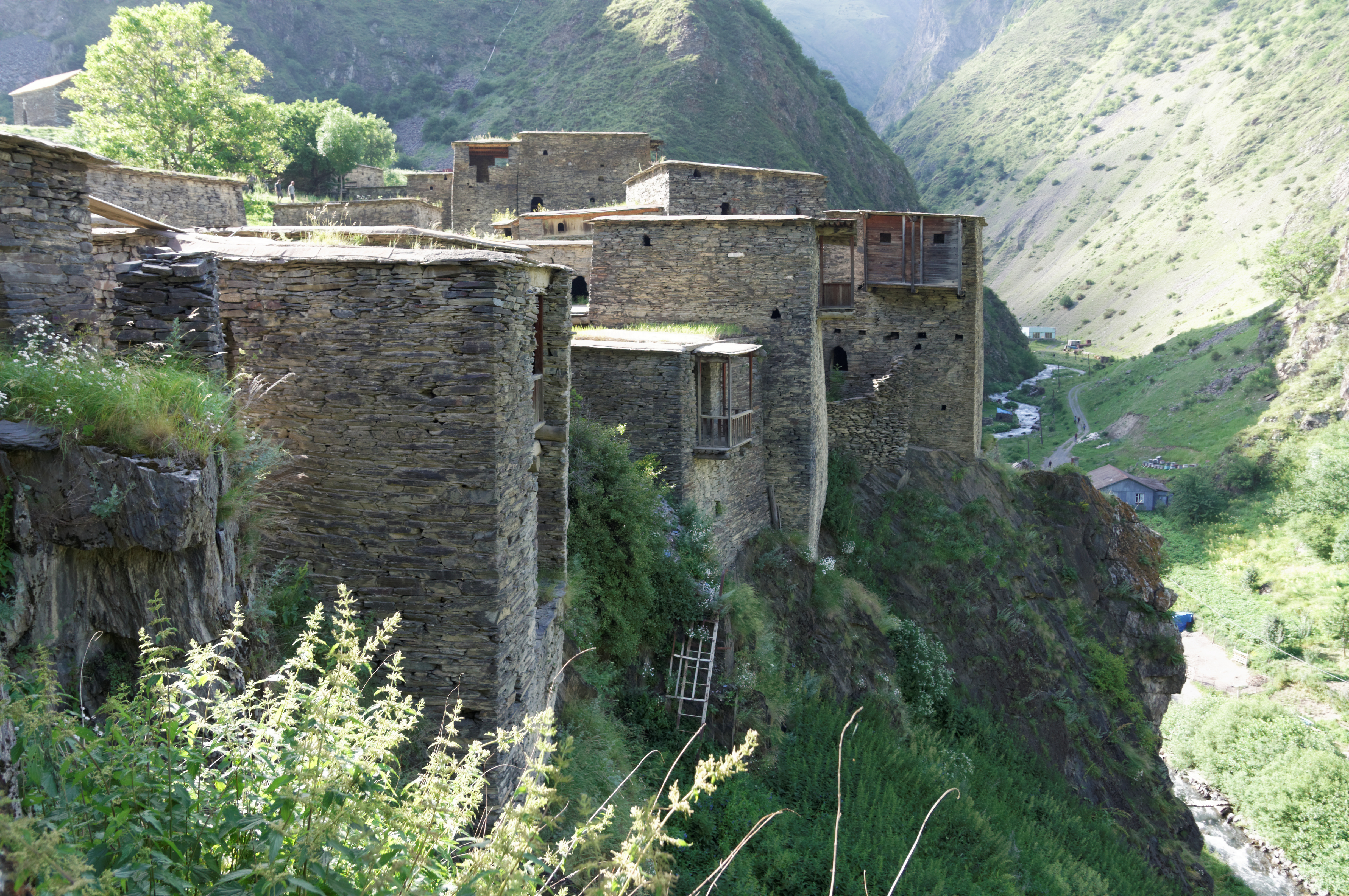
Ingezoomd op de torens

Volgens de volkstelling van 2014 had Sjatili 22 inwoners. Het dorp was toen geheel etnisch Georgisch bevolkt.
| Aantal                                                 | 381 |  | 68 | 22 |
| Verantwoording data: 1911, volkstellingen 2002 en 2014 |     |  |    |    |

## Bestuurlijke indeling
Sjatili ligt in de gemeente Doesjeti en is het centrum van de administratieve gemeenschap (თემი, temi) Sjatili, waar nog acht andere nederzettingen in de Argoen- en Ardotivalleien toe behoren, waaronder het eveneens versterkte dorp Moetso.

## Bezienswaardigheden

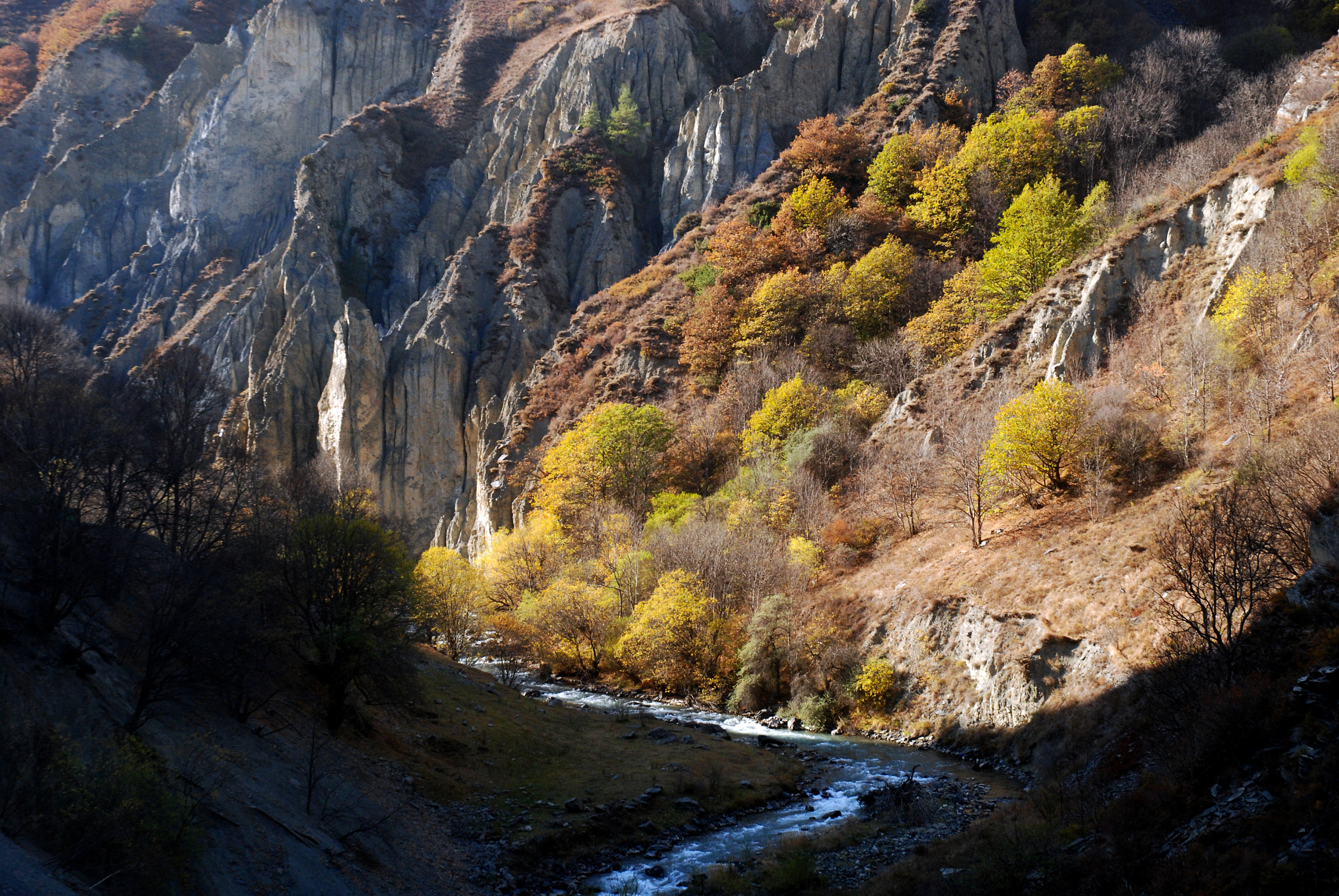
Rivier Argoen tussen Sjatili en Anatori

Behalve het gefortificeerde dorp zijn er bijzondere graftombes op twee kilometer ten noorden van Sjatili, dicht aan de Tsjetsjeense grens. Er zijn verschillende verhalen over achtergrond van de Anatori-graftombes, ook wel Nekropolis genoemd. Een veelgehoorde lezing is dat inwoners van het nabijgelegen historische dorpje Anatori tijdens een uitbraak van de pest zich hier in isolatie afzonderden om hun dorpsgenoten niet te besmetten. Een andere lezing door onderzoekers naar voren gebracht stelt dat deze wijze van begraven van de doden een algemene praktijk was in de Noord-Kaukasische gemeenschappen en dat de Anatori-graftombes de enige in hun soort in Georgië zijn. De graftombes liggen vlak aan de weg tussen Sjatili en Moetso, op een klif boven de Argoen.  

## Vervoer
Sjatili is per auto alleen bereikbaar via de nationale route Sh26 (Zjinvali - Sjatili - Moetso), een rit van 100 kilometer door de kloof van de Aragvi en over de 2689 meter hoge Datvisdzjvaripas. Dit is de waterscheiding van de Grote Kaukasus. Aan de noordkant van de pas volgt de weg de bovenloop van de Argoen. De weg gaat na Sjatili door naar Moetso en loopt dan dood in de Ardotivallei. Het verkeer van en naar Sjatili met de rest van het land kan alleen via Zjinvali. Er is naar het Russische Tsjetsjenië langs de Argoen geen verkeer mogelijk: er is geen grensovergang. De weg naar Sjatili stond jarenlang berucht om de slechte staat. In de periode 2019-2021 is de weg gerenoveerd, waarbij de helft verhard is en de noordelijke helft onverhard is gebleven.